# Рижское высшее военное авиационное инженерное училище имени Якова Алксниса

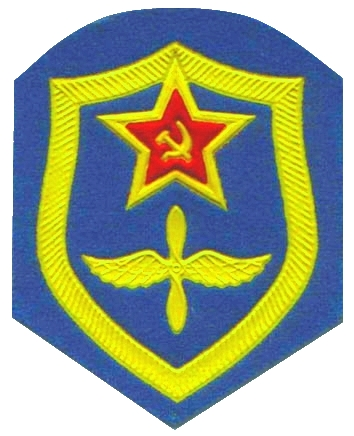
Нарукавный знак по роду сил (службе) Военно-воздушных сил ВС СССР

Рижское высшее военное авиационное инженерное училище имени Якова Алксниса (РВВАИУ) (латыш. Jēkaba Alkšņa Rīgas kara aviācijas augstākā inženieru skola) — ныне не существующее высшее военное учебное заведение ВВС СССР, в котором с 1967 по 1993 годы готовились инженерные и научные кадры для ВВС СССР. Находилось в городе Рига (Латвийская ССР).
После распада СССР училище было реформировано. Многие учебные здания РВВАИУ были переданы Рижскому техническому университету и Национальной академии обороны Латвии.

## История

### Курсы подготовки спецслужб
История Авиационного Училища имени Якова Ивановича Алксниса восходит к 1938 году, когда в СССР были открыты курсы подготовки сотрудников спецслужб при Высшем военно-морском авиационном училище в Ейске. Это событие впоследствии повлияло на трансформацию этого специализированного учебного заведения. В 1940 году курсы были преобразованы в Военно-морское авиационное училище специальных служб. Таким образом, будущее рижское высшее авиационное училище развилось из углублённых курсов для спецслужбистов. Также в 1940 году учебное заведение с новым названием было переведено в город Сортавала.
Военное время
В ходе Второй мировой войны Военно-морское авиационное училище спецслужб было эвакуировано в город Молотов (ныне Пермь). В 1942 году в Молотове был создан отдел связи, который после войны был переформирован в Военно-морское авиационное училище связи. Также в послевоенное время учебное заведение было переведено в украинский город Новоград-Волынский (ныне Звягель).

### Авиационное училище в Новоград-Волынском
С 17 июня 1946 года на базе военного городка, где до войны дислоцировалось Новгород-Волынское военно-пехотное училище, началось формирование Военно-Морского авиационного училища связи (ВМАУС). С 19 июля по 13 сентября 1946 года прибывали эшелоны с личным составом и имуществом Отделом связи Пермского ВМАТУ. Руководил этим процессом будущий начальник этого училища полковник Кошель И. Ф.
Учебный процесс начался 1 ноября 1946 года. В декабре 1946 года был сделан выпуск офицеров — специалистов по радиотехнике. В 1947 году был произведён первый набор курсантов из числа мичманов и старшин, проходивших службу на офицерских должностях в частях морской авиации и на флоте. Срок обучения был 12 месяцев. Училище готовило офицеров — специалистов связи для обслуживания радиосвязного оборудования самолётов морской авиации, наземных средств связи и наземных радионавигационных станций. Кроме этого, два классных отделения (примерно 60 человек) готовили офицеров-шифровальщиков, для работы на кодировочных машинах (типа немецкой «ЭНИГМА»).
6 марта 1948 года состоялась торжественная церемония вручения училищу Боевого Знамени части. Начальник Отдела военно-морских учебных заведений ВМС генерал-майор авиации Рыжков И. С. огласил Указ президиума Верховного Совета СССР от 7 мая 1947 года об учреждении училищу Боевого Знамени, а затем и вручил его.
В октябре-ноябре 1949 был выпуск курсантов, прошедших полный курс обучения. Было выпущено 136 офицера (начальники связи, командиры взводов связи, радиотехники), 140 сержантов-механиков по радиосвязи и радиотехническим средствам. Также 48 офицеров прошли курсы усовершенствования командного и инженерного состава.
В 1949 году выпуск происходил по 4 специальностям, к 1953 году — уже по 10 специальностям.
В мае 1952 года Генеральный Штаб ВС СССР принимает решение о передислокации Военно-морского авиационного училища связи в город Рига.
В 1980 году в типографии училища была издана книга по истории училища.

### Рижское военное авиационное радиотехническое училище
В 1953 году Военно-морское училище с авиационным уклоном перебазируется в столицу Латвийской ССР Ригу, которая постепенно становилась одним из крупных индустриальных центров Советской Прибалтики, в которую по решениям различных ведомств постепенно переводились учебные заведения военно-технической ориентации. Так, в 1960 году из Рижского военного инженерно-авиационного училища имени Ленинского комсомола возник всесоюзно известный Рижский институт инженеров гражданского воздушного флота (РИИГВФ), позднее переименованный в РКИИГА. Военно-морское училище располагалось в специально построенном и оснащённом помещении по адресу улица Эзермалас, 2.

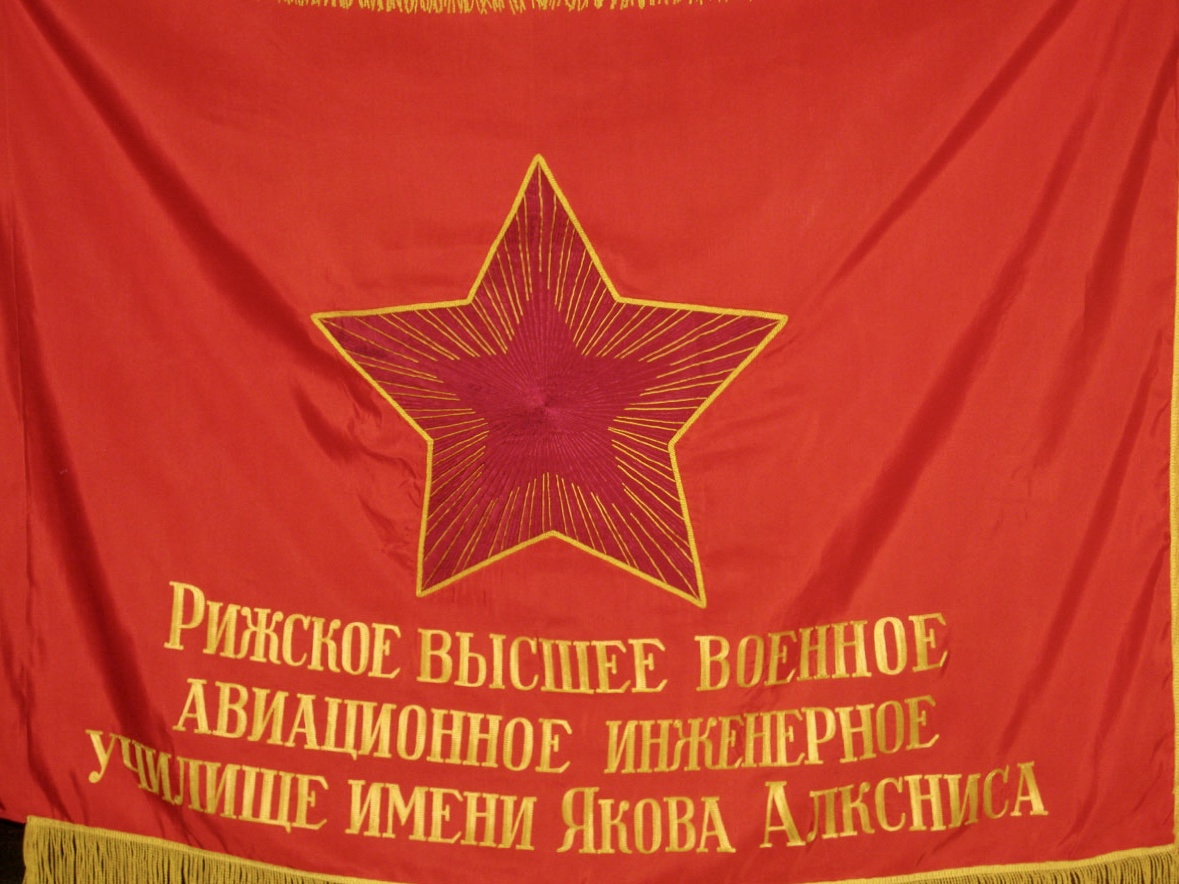
Знамя РВВАИУ в Центральном музее Вооруженных сил РФ.

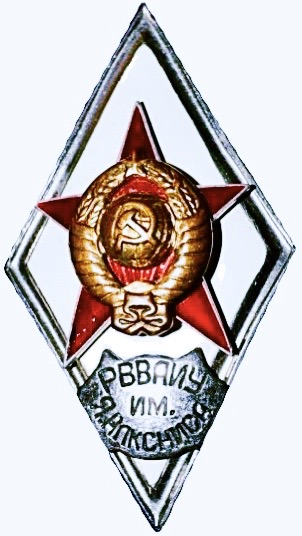
Академический
Нагрудный знак
для слушателей, окончивших Рижское Высшее Военное Авиационное Инженерное Училище имени Я. Алксниса — учебное заведение, приравненное к военной академии, выпуск 1972 года.

В 1957 году училище было передано в состав учебных заведений, находившихся в ведомстве ВВС, в связи с этим последовало новое переименование: заведение стало называться Рижским военным авиационным радиотехническим училищем (РВАРТУ). В 1967 году была произведена реорганизация училища — оно приобрело статус высшего военного училища (РВВИАУ). В этом же 1967 году ему было присвоено имя командующего ВВС СССР с 1931 года Якова Ивановича Алксниса. Первый выпуск 138 инженеров нового ВУЗа для Военно-Воздушных Сил СССР состоялся в 1972 году. Выпускники получили образование не только профессиональное, но и научное. По своему статусу РВВИАУ приравнивалось к академии, выпускники получали соответствующую базовую подготовку, и дополнительного образования им уже не требовалось. Учащиеся, традиционно назывались не курсантами, а слушателями. Выпускникам выдавался академический нагрудный знак белого цвета. Окончательное название училища, сохранившееся до восстановления независимости Латвии, было оформлено в 1973 году.
В РВВАИУ им. Я. Алксниса подготовка инженерных кадров осуществлялась на четырёх факультетах очного обучения: пилотируемых летательных аппаратов (СД); авиационного оборудования (АО); радиолокационного оборудования летательных аппаратов (РЭО); с 1989 г. — авиационного вооружения (АВ). Также в училище существовал один факультет заочного обучения. В общем образовательная деятельность в училище была направлена на подготовку инженерных кадров фронтовой авиации ВВС страны. Более пятидесяти процентов преподавателей имели учёные степени. В училище проводились исследования, связанные с совершенствованием летательных аппаратов, решались задачи повышения надёжности, живучести, эксплуатации и ремонтопригодности авиационной техники. Училище имело современную учебно-материальную базу, в том числе на учебном аэродроме в пос. Скулте. Официально училище шефствовало над 29 средними учебными заведениями (что было типично для образовательных традиций советского периода). Одной из традиций училища, ставшей его своеобразной визитной карточкой, стал ежегодный совместный пробег до родного городка Якова Алксниса — города Наукшены.
До 1989 года в РВВАИУ курсантов по результатам экзаменов зачисляли из числа выпускников школ на факультет самолёта и двигателя (1й) и на факультет авиационного оборудования (2й). Они учились 5 лет и жили 3 года в казармах и 2 года в общежитиях казарменного типа.
Основные здания училища находились в районе Межапарк на улице Эзермалас 2. Небольшие корпуса также располагались в Яковлевскик казармах Старой Риги на улице Торня 4.
В 1991 году состоялся последний набор без выпуска.

## Расформирование
В соответствии с планом, утвержденным главнокомандующим Военно-воздушными силами России 30 июня 1992 года и Национальным генеральным штабом ВВС 21 августа 1992 года, начался период расформирования училища с выводом личного состава и курсантов в Россию. Курсанты, офицеры и оборудование факультетов были поделены между Тамбовским, Иркутским и Воронежским высшими инженерными авиационными военными училищами. Отдельные курсанты продолжили обучение в академии Жуковского. По индивидуальным рапортам курсанты, решившие продолжить службу в украинской армии, также для продолжения обучения переводились в Киевское и Харьковское училища.
В 1993 году РВВАИУ им. Я. Алксниса было полностью расформировано. После этого территория училища некоторое время оставалась заброшенной и пришла в упадок.
Позже несколько корпусов училища были отремонтированы и в них был переведён факультет транспорта и машиностроения Рижского технического университета. Также был проведён капитальный ремонт ряда общежитий курсантов, располагавшихся на территории училища, для размещения в них корпусов Национальной академии обороны Латвии.

## Структура училища
С 1989 года обучение в РВВАИУ проводилось на четырёх факультетах: пилотируемых летательных аппаратов (СД); авиационного оборудования (АО); радиоэлектронного оборудования пилотируемых летательных аппаратов (РЭО) и авиационного вооружения (АВ). Факультет АВ делился на два направления — специальное («спец») и обычное. На первые три принимали выпускников средних школ. На факультете РЭО проходили обучение офицеры из частей, ранее окончившие средние авиационно-технические училища ВВС.

## Начальники училища
1. Полковник Кошель Иван Филипович (1946—1954), первый начальник училища ВМАУС, когда училище дислоцировалось в г. Новоград-Волынский и первые годы в г. Рига.
2. Генерал-майор Михайлов Георгий Николаевич (19.4.1905—18.9.1995), второй начальник ВМАУС Рига (4.1954—8.1957). Начальник Военно-авиационного радиотехнического училища г. Рига (8.1957—12.1960).
3. Генерал-лейтенант Сухочёв Николай Павлович (1960—1981).
4. Генерал-майор Дождиков Юрий Васильевич (1981—1989).
5. Генерал-майор Таранин Владимир Михайлович (1989—1992).
6. Полковник Назаров А. Н. (1992—1993).

## Командиры и преподаватели
- Шинкаренко, Фёдор Иванович — Герой Советского Союза, генерал-полковник. С 1973 по 1975 годы — консультант.

## Известные выпускники[2]
- Пономарёв, Виктор Павлович (1924—1999) — Герой Советского Союза (1943), подполковник войск связи;
- Креслиньш, Карлис Антонович (род. 1945) — начальник штаба НВС Латвии (2000 г.), ректор национальной академии обороны Латвии (2004 г.), бригадный генерал ВВС Латвии;
- Терентьев, Олег Александрович (1950—2019)[3][4][5] — начальник штаба — первый заместитель начальника 929 Государственного летно-испытательного центра Министерства обороны Российской Федерации (1993—2005), заслуженный военный специалист Российской Федерации, генерал-майор;
- Алкснис, Виктор Имантович (1950—2025) — российский политический деятель, полковник;
- Рень, Виктор Алексеевич (род. 1951) — Герой Российской Федерации, инструктор-испытатель авиационно-космической техники, парашютист-испытатель, заместитель начальника 3-го управления Центра подготовки космонавтов, полковник;
- Матрунчик, Николай Иванович (1955—2018) — Герой Украины, полковник;
- Грознецкий, Олег Борисович (род. 1969) — российский журналист, государственный и политический деятель, капитан;
- Улас, Владимир Дмитриевич — российский политический деятель, полковник.